# Вагнерівська туба
Ва́гнерівська ту́ба (нім. Wagnertuba, англ. Wagner tuba, італ. Tuba wagneriana, фр. Tuba wagnerien) — мідний духовий музичний інструмент. Вагнерівська туба названа на честь Ріхарда Вагнера, на замовлення якого було створено інструмент. Також інструмент називають валторновою тубою (нім. Waldhorntuba), бо він поєднує в собі конструктивні і темброві властивості валторни і туби.

## Опис
Овальні обриси корпусу роблять інструмент зовні схожим на еуфоніум (сімейство саксгорнів). Конічний канал вагнерівської туби розширюється поступово і переходить у скошений довгий розтруб. Він має мундштук і ліворучний 4-вентильний механізм, як у валторни. При грі інструмент тримають на колінах. Діапазон інструменту близько трьох октав. Вагнерівські туби підрозділяються на тенорові — в строї «сі-бемоль» (in В) і басові — в строї «фа» (in F).

## Історія
Інструмент сконструйований у 1870-х роках за вказівкою Ріхарда Вагнера для виконання партитури оперної тетралогії «Перстень Нібелунга». За задумом Вагнера на тубах повинні були грати валторністи. Перші інструменти були змайстровані фірмою «К. В. Моріц» (Берлін). У «Персні Нібелунга» фігурує квартет з вагнерівських туб: два тенорових та два басових. З 1890 року вагнерівські туби виготовлялися фірмою «Брати Александер» (Майнц).
Після Вагнера, його винахід використали Антон Брукнер (симфонія № 7, симфонія № 8 і симфонія № 9), Ігор Стравинський («Весна священна»), Ріхард Штраус (опера «Електра» і «Жінка без тіні», а також його «Домашня симфонія»). Крім них, вагнерівські туби і своїх творах використали композитори: Бела Барток, Стівен Каудел, Ендрю Даунс, Фелікс Дрезеке, Джеррі Голдсміт, Софія Губайдуліна, Елізабет Лаченс, Майкл Лоуренс Наймен, Александер Прайор, Ейноюгані Раутаваара, Еса-Пекка Салонен, Арнольд Шенберг, Рагнар Седерлінд, Едгар Варез, Алек Вайлдер, Джон Вільямс.